# Rävens dvärgbandmask
Rävens dvärgbandmask (Echinococcus multilocularis) är en bandmask som ingår i släktet Echinococcus och familjen Taeniidae.
Parasitens huvudvärd är hunddjur däribland räv, men den kan även infektera människor via tamdjur som hund och katt. Det har även spekulerats i huruvida människor infekteras via bär och svamp, men det är svårt att hitta studier som klart bekräftar detta. Om en människa får i sig parasiten, kan sjukdomen alveolär ekinokockos utvecklas. Infektionsrisken för människor bedöms vara relativt liten, men i de fall alveolär ekinokockos ändå uppkommit är dödligheten relativ hög vad gäller underbehandlad eller obehandlad sjukdom 

## Morfologi
En vuxen individ är bara några millimeter lång (sällan mer än 7 mm) och har vanligtvis inte fler än sex segment. I likhet med alla bandmaskar, så saknas tarm. Näring tas upp genom kroppsväggen. I framänden har den vuxna masken ett speciellt fastsättningsorgan, scolex, som har fyra muskulära sugmunnar och två rader av hakkransar.
Kroppen  är segmenterad och består av ständigt tillväxande reproduktiva enheter, s.k proglottider, som efterhand frigörs från kroppen och därför kan variera i antal från två till sex. Bandmaskarnas reproduktiva segment kallas ett strobila. Dvärgbandmasken är hermafrodit och självbefruktning är vanligt förekommande.
Äggen är 30–40 µm i diameter och innehåller ett embryo med näringsvävnad. Äggen kan överleva upp till ett år i fuktig miljö med en temperatur mellan +4°C och +15°C. Echinococcus granulosus ägg är känsligare för värme och uttorkning där de inte klarar mer än några minuter vid 60–80°C och vid en luftfuktighet på 25 % så avdödas de inom fyra dagar. Äggen överlever djupfrysning i vanlig hushållsfrys och det krävs −80°C i 3–4 dagar innan äggen avdödas.

## Livscykel
Echinococcus multilocularis sprids genom så kallad sylvatisk smitta, dvs. mellan vilda djur, men kan även spridas via tamdjur. 
Dvärgbandmasken lever i tunntarmen hos sin huvudvärd som är hunddjur – räv, fjällräv, varg, hund och mårdhund (Statens veterinärmedicinska anstalt) – men även katt. Där kan den leva i ca fem månader och äggen sprids med avföringen.  Masken producerar ägg 2–3 månader och ett värddjur kan sprida 400–500 ägg. Infektion kan påvisas i avföring efter 28–35 dagar. Gnagare, framför allt sorkar av underfamiljen Arvicolinae, t.ex. bisam, långsvansad skogssork, vattensork och åkersork, men även fjällämmel, husmus och i sällsynta fall också människa fungerar som mellanvärd genom att de får i sig ägg oralt.
Larven aktiveras av enzym och galla i magsäck och tarm. Med hjälp av hakkransarna penetrerar den tarmväggen och förs via venöst blod eller lymfatiska kapillärer (lacteal) till i huvudsak levern. Andra larver når lungorna och några transporteras vidare till andra organ som t.ex. hjärnan, muskler, mjälte och njurar.
I levern utvecklas larven till en metacestod: en vätskefylld blåsa som efter 2–4 månader börjar asexuellt producera förstadier till bandmaskhuvuden, s.k. protoscolici. I varje metacestod kan det finnas flera tusen protoscoli som var och en kan vidareutveckla sig till en dvärgbandmask.
När en smittad mellanvärd äts upp av ett värddjur är livscykeln fullbordad. 

## Sjukdomsförlopp
E. multilocularis kan infektera människor, sjukdomen som då uppstår kallas alveolär ekinokockos. Starten för infektionen är att en människa sväljer maskens ägg. I tunntarmen kläcks ur äggen larver, vilka i sin tur tränger igenom tarmväggen och når blodkärlen. Via blodkärlen kan larverna följa blodströmmen till alla delar av kroppen, där de bildar cystliknande formationer, vilka växer tumörartat i den infiltrerade vävnaden och på så vis kan orsaka allvarlig sjukdom samt i värsta fall död. Cystorna som bildas kan vara alltifrån mikroskopiskt stora upp till 15–20 cm i diameter. Bildningen av cystor brukar för det allra mesta börja i levern. De kan dock senare under infektionen sprida sig från levern till buken, lungor, hjärna och benmärg. Då cystorna oftast växer långsamt, är det vanligt att man är symtomfri under många år, 5–15 år är normalt. Den initiala fasen är alltid symtomfri och kan antingen läka ut av sig självt eller bli mer progressiv. I den progressiva fasen börjar man märka av symtom när parasiten har infiltrerat stora delar av t.ex. levern och/eller påverkar viktiga funktioner. Tidiga symtom kan vara buksmärtor, gulsot, förstorad lever, feber, järnbrist eller viktminskning. Det avancerade stadiet utmärks av allvarliga problem med levern .

## Epidemiologi
Förståelsen för det epidemiologiska förloppet är än så länge begränsad. Några studier har visat på en förhöjd infektionsrisk för katt- och hundägare, samt för jägare och jordbrukare. När det gäller riskerna med att äta vilda bär och svampar är slutsatserna inte entydiga. Osäkerheten beror dels på den långa inkubationstiden, dels på att så många faktorer påverkar risken. Antal sjukdomsfall är relativt lågt även i områden där förekomsten av dvärgbandmask är relativt hög hos slutvärdarna. Varje år rapporteras endast ca 50 nya fall bland människor i Europa. Det tyder på att infektionsrisken för människa är begränsad, men varför vet man inte. Den långsamma tillväxten av metacestoderna i våra organ, kan tyda på att immunförsvaret till viss del skyddar oss mot infektion av dvärgbandmasken.

## Diagnostik och behandling
Diagnostiken av alveolär ekinokockos bygger på en kombination av kliniska symtom, påvisning av typiska cystor och påvisning av antikroppar i blodet. Det saknas fortfarande precisa riktlinjer för behandling. Att bli helt fri från sjukdomen kan bara åstadkommas genom radikal kirurgi. Om det av någon orsak inte är möjligt med kirurgi, ges livslång behandling med maskmedel, vilket hämmar förökningen men inte kan avdöda parasiterna helt. Om sjukdomen förblir obehandlad, eller blir underbehandlad, är prognosen dålig och dödligheten hög. Dock har förfinad diagnostik och behandling gjort att prognoserna förbättrats betydligt de senaste decennierna.

## Utbredning och åtgärder i Sverige
E. multilocularis finns i största delen av Europa men kontroller som pågått mellan åren 2000 och 2009 i Sverige, Norge och Finland har visat med stor sannolikhet att dessa länder varit fria från parasiten under denna tid. I februari 2011 kunde man för första gången identifiera E. multilocularis  hos en räv på svensk mark. Ökad kontroll infördes omedelbart efter upptäckten av parasiten och fokuserades på rävar i sydvästra Sverige där fyndet uppdagades. I juni 2011 hade parasiten påträffats hos tre rävar av de 2 985 som tagits in för analys och hittades i områdena kring Lanneröd, Borlänge och Katrineholm. Avföring hos jakthundar testades men gav inga spår av parasiten.  Däremot har parasiten år 2016 för första gången hittats i sorkar i Södermanland, vilket visar att den nu har en etablerad livscykel i området.
Hur parasiten tog sig in i Sverige är okänt, dock kan hundar som vistats i de länder där E. multilocularis påvisats och som ej avmaskats innan de förts in i landet utgöra en klar risk för vidare utspridning av parasiten.  Hundägare rekommenderas därför att kontinuerligt avmaska sina hundar om de har befunnit sig i närheten av områden med infekterade rävar, eller om de har varit i kontakt med sorkar och andra gnagare.
Rävar behandlas med avmaskningsmedel, som i Schweiz och Tyskland, där områden med höga nivåer av smittade rävar har påträffats. Om en sådan satsning i Sverige skulle genomföras för att eliminera parasiten, behöver det göras i kombination med avmaskning av hundar. 
Vid regelbunden avmaskning ökar risken för maskarna att utveckla resistens. För att minimera denna risk, bör man undvika kombinationspreparat, d.v.s. ”avmaskningsmedel som innehåller flera olika aktiva substanser, och därför har effekt mot många sorters maskar”.